# Нілово
Нілово (рос. Нилово) — селище Озерського міського округу, Калінінградської області Росії. Входить до складу Новостроєвського сільського поселення.
Населення —  375 осіб (2015 рік). 

## Населення
| 2002 | 2010 |
| ---- | ---- |
| 437  | ↘375 |